# مدرسة الموارد الدولية
مدرسة الموارد الدولية (بالإنجليزية: Al Mawarid International School) وتعرف ايضًا باسم مدرسة الموارد الدولية الرائدة، هي مدرسة محلية للطلاب الأجانب تقع في قلب مدينة جدة، في المملكة العربية السعودية وجدت في عام 2002. تتبع نظام cbse في اختبارتها النهائيه لصف العاشر والثاني عشر. تتميز بنظامها الصعب. تعتمد بشكل كامل على اللغه الانجليزية البريطانية في كتبها ومنهجها واللغه الهنديه لها حصة خاصة على حسب اختيار الطالب

## الانتماء
المدرسة تابعة للمجلس المركزي للتعليم الثانوي، نيودلهي. تحت رقم الانتساب 5730012.

## الموارد والبرامج المتبعة
المدرسة تتقدم إلى مستوى جديد من خلال إدخال برنامج تخطيط موارد المؤسسة تفاعلي بالكامل على الإنترنت. سيكون لجميع أصحاب المصلحة بما في ذلك الآباء والمعلمين والطلاب وصول منفصل لمعرفة آخر التحديثات التعليمية والإدارية. لقد أطلقنا بالفعل تطبيق جوال على «أندرويد» و «آي أو إس» أيضًا.

## القبول
يظل القبول مفتوحًا على مدار العام ولكن يتم إجراؤه عادة في نهاية فبراير وحتى نهاية مايو. كل المتقدمين (الأجانب والهنود) ملزمون. يتم تقديم اختبار / مقابلة القبول للمرشح من قبل أي من أعضاء هيئة التدريس وفقا لدرجة المتقدم. هناك متطلبات عمرية معينة للالتحاق بكل فصل.

## لغة التدريس
تتوفر اللغات العربية والمالايالامية والأردية والإنجليزية في أقسام منفصلة من الصف الخامس إلى العاشر.

## الموقع والأجنحة
هناك ثلاثة أجنحة متكاملة للمدرسة، والتي تقع في حي المشرفة، جدة، المملكة العربية السعودية.
- بنين الجناح (الرابع - الثاني عشر)
- جناح البنات (السادس - الثاني عشر)
- جناح رياض الأطفال {1 - 3 ذكور (4-5 للبنات فقط)}

## وصلات خارجية
- Official website نسخة محفوظة 1 أغسطس 2015 على موقع واي باك مشين.